# Bismarckturm (Glauchau)
Der Bismarckturm in Glauchau im sächsischen Landkreis Zwickau ist ein 45 Meter hoher Aussichtsturm und ein zu Ehren von Otto von Bismarck errichtetes Bismarck-Denkmal. Er ist das Wahrzeichen der Stadt Glauchau und der höchste heute noch existierende Bismarckturm. Sein Standort ist die südöstlich des Ortskerns gelegene Bismarckhöhe (317,3 m), die über die Lichtensteiner Straße stadtauswärts erreichbar ist.

## Geschichte

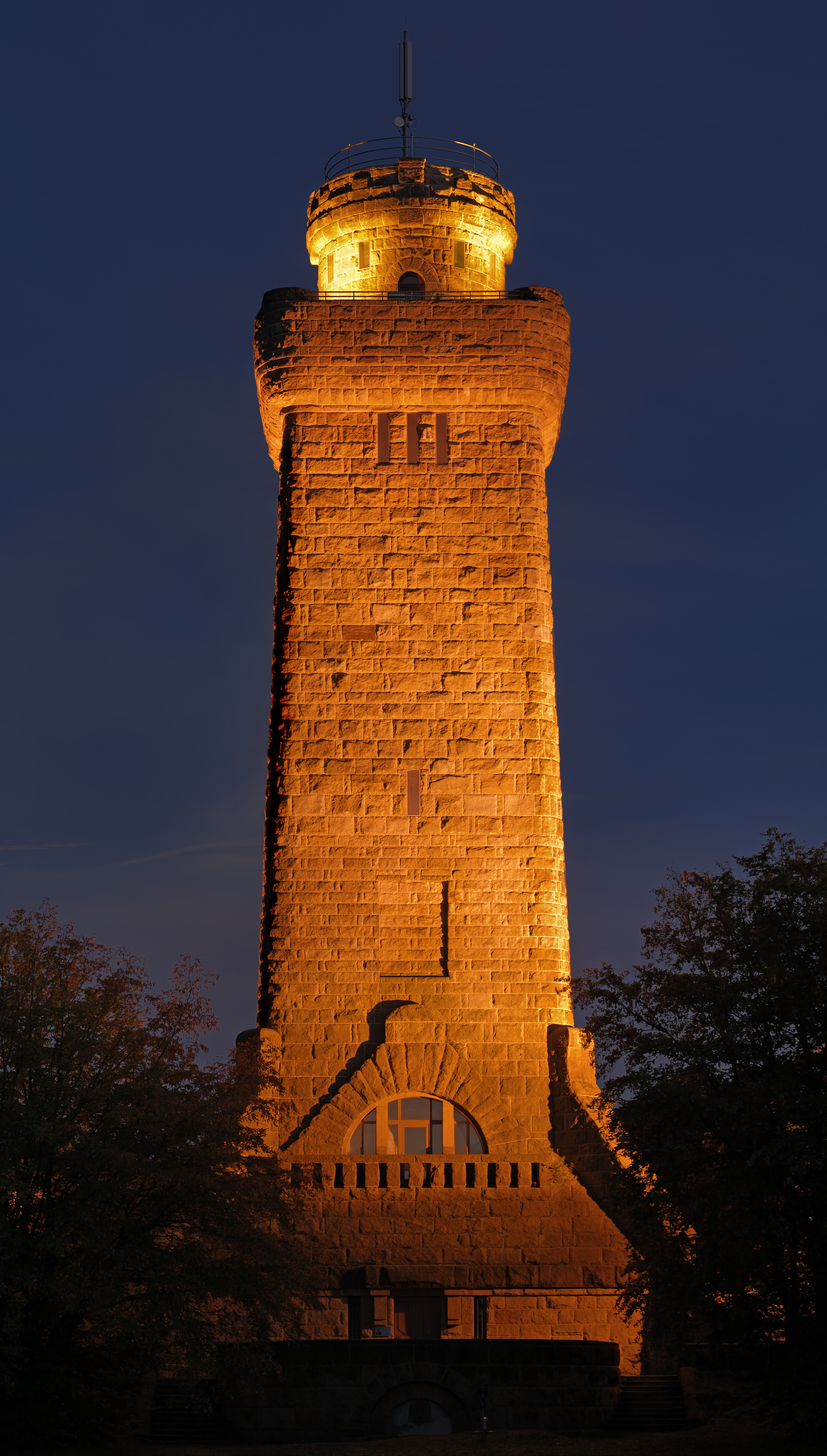
Nachtaufnahme

Die ersten Anregungen für den Bau des Turms gab es am 28. November 1894 durch den Bürgermeister Ernst Paul Brink und den Kaufmann Max Bäßler aus Glauchau. Neben der namensgebenden Bismarckverehrung sollte dieser Turm auch einen praktischen Nutzen in Form einer Aussichtsplattform erhalten. Das Vorhaben wurde aber vorerst nicht realisiert.
Im Juli 1899, etwa ein Jahr nach dem Tod Bismarcks und damit zu einer Zeit, zu der seine ohnehin schon enorme Popularität noch einmal zugenommen hatte und landesweit Denkmäler errichtet wurden, gab es auch in Glauchau erneut diesbezügliche Bemühungen durch Brink. Aber erst im Sommer 1906 entstanden erste konkrete Pläne für einen 40 Meter hohen Turm. Entworfen wurde dieser von dem Glauchauer Baumeister Reinhold Ulrich, der dafür einen quadratischen Grundriss und Sandstein als Baumaterial vorsah. Am 29. März 1908 genehmigte schließlich die Stadt Glauchau die mittlerweile auf eine Turmhöhe von 45 Meter hin geänderten Pläne. Als Standort wurde der höchstgelegene Punkt der Stadt im Südosten festgelegt.
Im Mai 1908 begannen die Erdarbeiten. Die Lage und die geplante Bauhöhe machten umfangreiche Fundamentierungsarbeiten nötig, nach denen das Erdreich um drei Meter aufgeschüttet wurde. Als Baumaterial wurden neben 5115 Quadern aus Pirnaer Sandstein auch Stampfbeton und Ziegel-Mauerwerk verwendet. Ausführender Baumeister war wiederum Reinhold Ulrich. Der Turm wurde im Sommer 1910 fertiggestellt und am 4. September des gleichen Jahres eingeweiht. Seine Errichtung kostete 105.000 Mark.
1950 wurde der Turm aus ideologischen Gründen in „Friedensturm“ umbenannt und behielt diesen Namen bis zur offiziellen Rückbenennung am 19. September 1990. Bereits am 12. Juni 1990 wurde er in die Denkmalliste des Kreises Glauchau aufgenommen.
Während einer Sanierung der äußeren Sandsteinfassade und der Aussichtsplattform von Mai bis Oktober 1992 wurden auch die zugemauerten Fenster und Türen wieder geöffnet.
Nachdem sich 2014 ein Verblendstein der Empore gelöst hatte und herabgestürzt war, wurde der Turm geschlossen, um Unfälle durch weitere herabfallende Steine zu verhindern. Die erforderlichen Sanierungsarbeiten waren im Frühjahr 2018 abgeschlossen und seitdem ist der Turm für die Öffentlichkeit wieder frei zugänglich.

### Ehrenhalle und ehemaliger „Eiserner Wehrmann“
Am 12. September 1915 ließ der Verkehrsverein unter großer Anteilnahme der Bevölkerung den „Eisernen Wehrmann“, eine Ritterfigur „in Rüstung und mit kettenhemdartigem Halsschutz und Helm“, auf dem Marktplatz vor dem Rathaus in einem kleinen Pavillon aufstellen. Er hielt ein Schwert und ein Schild mit einem Adler darauf mit seinen Händen. Die Figur war aus Holz, aber bemalt. Gegen einen Spendenbetrag von 50 Pfennig für den Krieg durfte man in die Figur einen Nagel einschlagen. Diese Figur setzte man nach 1918 in die Ehrenhalle des Bismarckturmes um.
Am 3. August 1922 wird die Ehrenhalle des Bismarckturmes im Rahmen einer Gedenkfeier für die Gefallenen des Ersten Weltkrieges ihrer Bestimmung übergeben.
Im Rahmen der Wende 1989 wird vor 1990 der „Eiserne Wehrmann“ aus dem Bismarckturm gestohlen.

## Beschreibung des Turms

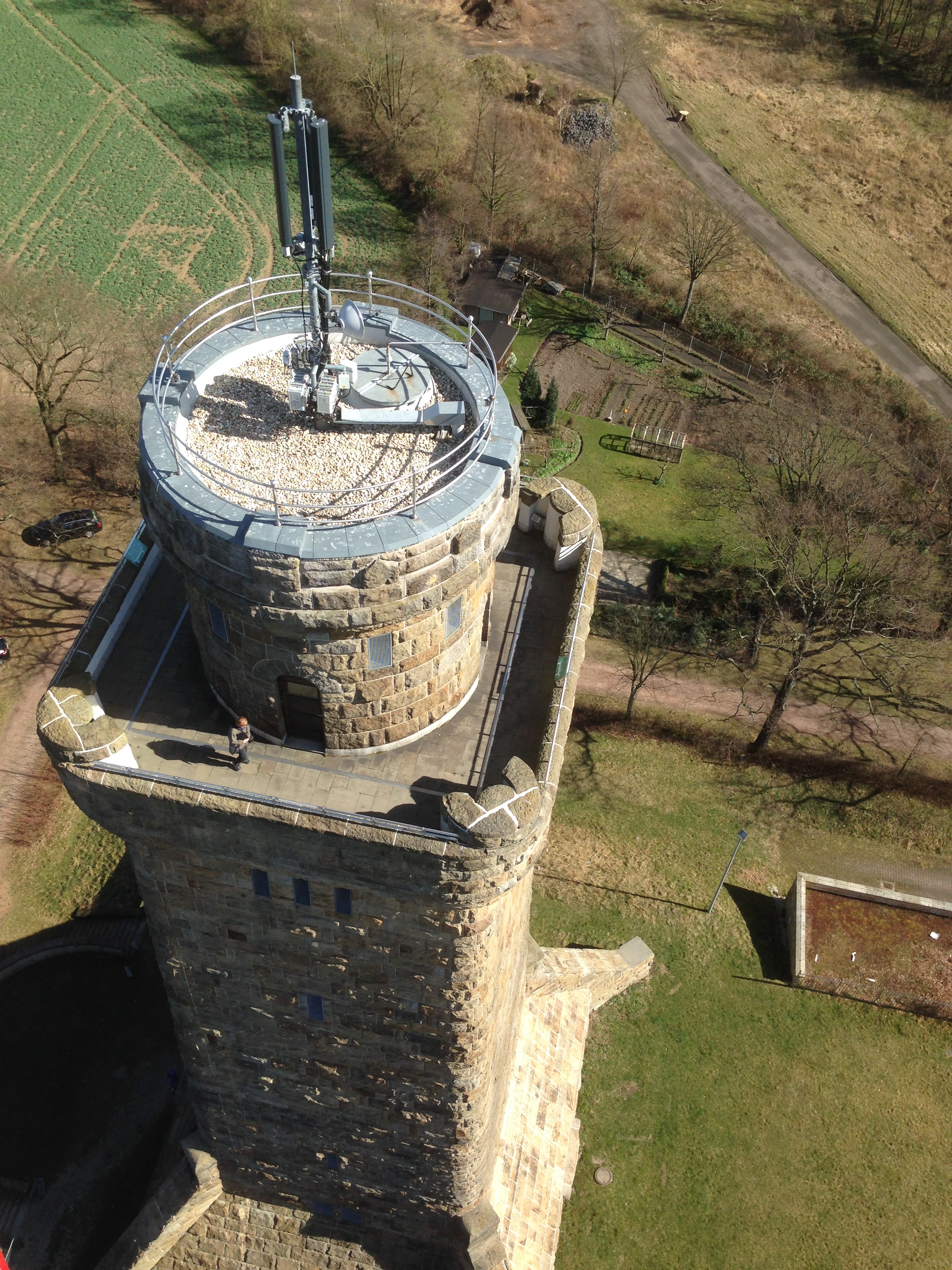
Aus 60 m Höhe betrachtet

Der 45 Meter hohe Turm hat vier Geschosse, ist unten 16,40 Meter und an der Spitze 9,60 Meter breit.
Im 6,50 Meter hohen Erdgeschoss befindet sich die am 3. August 1924 eingeweihte Ehrenhalle für die Opfer des Ersten Weltkriegs mit einem Kreuzgewölbe. An den Wänden der elektrisch beleuchteten Halle befinden sich Gedenktafeln und die Seiten bieten Sitzmöglichkeiten. 1928 wurden in die Fenster Farbverglasungen eingebaut.
Die erste Etage bildet das Wohngeschoss. Sie wurde von 1925 bis 1938 als Jugendherberge mit 38 Betten und acht Notlagern benutzt. Für den Herbergsvater gab es außerdem eine 3-Zimmer-Wohnung. Von 1957 bis 1972 wohnte in diesen Räumen, die zu der Zeit eine Betriebswohnung der Wasserwirtschaft waren, eine vierköpfige Familie. Nach Auszug dieser Familie verfiel der Turm zusehends und blieb für Besucher geschlossen.
In der zwölf Meter hohen zweiten Etage wurde ein zur Versorgung der Oberstadt genutzter Wasserbehälter mit 180 Kubikmetern Fassungsvermögen eingebaut, der eine Höhe von 9,00 Meter und einen Durchmesser von 5,10 Meter hat und bis Ende 2005 genutzt wurde.
Die dritte Etage lässt sich über insgesamt 197 Treppenstufen erreichen und besitzt in 39 Metern Höhe eine Aussichtsplattform. In der Mitte dieser Plattform befindet sich eine sechs Meter hohe Säulenrotunde, die sich von innen über eine Wendeltreppe mit 28 Stufen ersteigen lässt. An der Turmspitze ist heute eine Mobilfunkantenne des Anbieters Vodafone installiert.
Von der Aussichtsplattform kann man bei gutem Wetter bis zum Völkerschlachtdenkmal in Leipzig und bis zum Fichtelberg im Erzgebirge blicken.

## Areal um den Turm
Der Turm befindet sich innerhalb eines in Nord-Süd-Richtung ausgerichteten langgestreckten rechteckigen „Haines“ (Platz), der von einem Weg „umrundet“ wird. An diesem Weg befinden sich flankierend Bäume, die in gleichen Abständen gepflanzt wurden. Der Turm steht innerhalb dieses Hains an dessen Südseite. Dieser ehemalige Veranstaltungsplatz erstreckt sich also vor der Nordseite des Turms.

## Sonstiges
Der Fremdenverkehrsverein Schönburger Land e. V. Glauchau bietet Touristen regelmäßig die Möglichkeit, den Bismarckturm zu besichtigen. Die Öffnungszeiten werden in der Regel auf der Homepage der Stadt Glauchau veröffentlicht.
Auf vielen historischen Ansichtskarten ist oberhalb des Eingangs ein eingezeichnetes Bismarck-Relief zu erkennen, das jedoch nie am Turm angebracht wurde. Seit einigen Jahren wird der Turm nachts von Scheinwerfern angestrahlt.